# Marcello Lante della Rovere
Marcello Lante della Rovere (ur. 1569 w Rzymie, zm. 19 kwietnia 1652, w Rzymie) – włoski duchowny.

## Życiorys
Był spowinowacony z papieżem Pawłem V, który 11 września 1606 mianował go kardynałem prezbiterem tytułu Santi Quirico e Giulitta i 18 grudnia 1606 biskupem Todi (był nim do 1625). W 1629 został kardynałem biskupem Palestriny (1629), Frascati (1629-39), Porto e Santa Rufina (1639–41) oraz Ostia e Velletri (od 1641). Przewodniczył obradom konklawe 1644.